# Gröndal
Gröndal – dzielnica (stadsdel) Sztokholmu, położona w jego południowej części (Söderort) i wchodząca w skład stadsdelsområde Hägersten-Liljeholmen. Graniczy z dzielnicami Liljeholmen i Aspudden oraz przez jezioro Melar ze Smedslätten, Stora Essingen, Lilla Essingen i Reimersholme.
Według danych opublikowanych przez gminę Sztokholm, 31 grudnia 2020 r. Gröndal liczyło 9187 mieszkańców. Powierzchnia dzielnicy wynosi łącznie 1,58 km², z czego 0,68 km² stanowią wody.